# Рангник, Ральф
Ральф Ра́нгник (нем. Ralf Rangnick, немецкое произношениео файле; род. 29 июня 1958, Бакнанг, Баден-Вюртемберг) — немецкий футбольный тренер и функционер, ранее выступавший как футболист на позиции полузащитника. С 1 июня 2022 года — главный тренер сборной Австрии.
В 1983 году после не очень успешной карьеры игрока в возрасте 25 лет начал свою тренерскую карьеру. В 1997 году был принят на работу в бывший клуб «Ульм 1846», с которым в своём дебютном сезоне выиграл Региональную лигу «Юг». Затем был назначен в клуб Бундеслиги «Штутгарт», с которым выиграл Кубок Интертото в 2000 году, но был уволен после ряда неудачных результатов. В 2001 году перешёл в «Ганновер 96», выиграл вторую Бундеслигу, но в 2004 году был уволен.
После короткого периода работы в «Шальке 04» подписал контракт с «Хоффенхаймом» в 2006 году и последовательно добился повышения в классе, выведя клуб в Бундеслигу. Покинул клуб в 2011 году и вернулся в «Шальке 04», где в том же году выиграл Кубок Германии и дошёл до полуфинала Лиги чемпионов. В 2012 году перешёл в «Ред Булл» и стал директором по футболу в «Ред Булл Зальцбург» и «РБ Лейпциг»; в последнем также работал главным тренером в течение двух периодов с 2015 по 2019 год.
В «Ред Булл» помогал курировать их экспансию в европейский футбол, делая акцент на привлечении непроверенных игроков и развитии молодёжных систем с использованием всемирной скаутской базы, наряду с атакующей философией на поле во всех клубах. В результате рыночная стоимость клубов «Ред Булл» выросла со 120 млн евро до 1,2 млрд евро за время его работы, а стоимость самого крупного клуба, «РБ Лейпциг», в 2019 году достигла 270 млн евро. Клубы также добились стабильного успеха на внутреннем рынке и получили значительную прибыль от трансферов игроков, что привело к его повышению до главы отдела спорта и развития в 2019 году. Он ушёл в отставку из «Ред Булл» в 2020 году и присоединился к российскому клубу «Локомотив» в качестве руководителя по спорту и развитию в 2021 году. В том же году был назначен временным главным тренером «Манчестер Юнайтед» до конца сезона 2021/22, после чего возглавил сборную Австрии.
Ральф Рангник изобрёл гегенпрессинг, при котором команда после потери владения мячом сразу же пытается вернуть его, а не отступает назад, чтобы перегруппироваться. Его команды были отмечены за их прессинг и высокую атакующую производительность, а также за популяризацию зональной разметки. Рангник приводил в пример Эрнста Хаппеля, Валерия Лобановского, Арриго Сакки и Зденека Земана, оказавших на него наибольшее влияние на тренерскую деятельность. Также Ральфу приписывают влияние на Томаса Тухеля, Юлиана Нагельсмана, Ральфа Хазенхюттля и Юргена Клоппа.

## Ранняя жизнь и игровая карьера
Ральф Рангник родился и вырос в Бакнанге в семье Дитриха и Эрики Рангник, которые познакомились в 1945 году в Лихтенштейне в Рудных горах. Его мать родом из Вроцлава, а отец — из Кёнигсберга. Окончив гимназию имени Макса Борна в своём родном городе Бакнанге, Рангник в 1977 году начал учиться на преподавателя физкультуры и английского языка в Штутгартском университете. В то же время с 1976 года он играл за любительскую команду «Штутгарт II», до этого вызываясь в отборочную команду Футбольного союза Вюртемберга в качестве игрока молодёжного состава.
Во время учёбы за границей в Университете Суссекса он играл в любительский футбол в Англии за «Саутвик» из Западного Суссекса в сезоне 1979/80. По возвращении в Германию он присоединился к команде «Хайльбронн», за которую играл в Оберлиге Баден-Вюртемберг. В 1982 году он перешёл в рамках лиги в команду «Ульм 1846», но после того, как в конце сезона его вместе с командой вывели во вторую Бундеслигу, он покинул клуб.

## Тренерская карьера
С 1983 по 1985 год Рангник был играющим тренером команды «Виктория» из своего родного города Бакнанга. За это время он вывел клуб из Безиркслиги в Вербандслигу. В 1984 году он стал лучшим в своём классе со средним баллом 1,2 на курсах подготовки футбольных преподавателей в Кёльнском спортивном университете. До этого, в возрасте 22 лет, он получил звание тренера А-Лизенца. В 1984 году, находясь на сборах с «Викторией», он наблюдал за тренировками и игрой киевского «Динамо» под руководством Валерия Лобановского. Эта команда играла по самой современной футбольной тактике того времени, с задней линией из четырёх человек и прессингом. С 1985 года немец в течение двух лет работал тренером любительской команды «Штутгарт II». В 1986 году он сдал первый государственный экзамен в Штутгартском университете. В сезоне 1987/88 он снова вернулся на поле в качестве играющего тренера команды районной лиги «Липпольдсвайлер». До 1992 года его основной профессией была работа в штутгартской компании fee Sprachreisen в качестве руководителя отдела программ для средней школы и колледжей. Наряду с этим он работал тренером в любительском футболе Баден-Вюртемберга в команде «Корб», а с 1990 года — в молодёжной команде «Штутгарта». В 1992 году он оставил свою работу ради должности в швабском клубе Бундеслиги, который подписал с ним контракт на должность спортивного координатора, отвечающего за молодёжный и любительский футбол.
Летом 1994 года Рангник покинул «Штутгарт» после того, как не смог получить желаемую роль помощника тренера Юргена Рёбера в профессиональной команде Бундеслиги. Он подписал контракт с командой региональной лиги «Ульм 1846», но не смог занять тренерский пост из-за болезни. С 1994 года Рангник руководил реабилитационным центром в Бёблингене.

### «Ройтлинген 05»
Летом 1995 года Рангник возглавил команду «Ройтлинген 05», которая выступала в Региональной лиге. Ранее, в сезоне 1994/95, клуб едва избежал выбывания; теперь Ральф привёл команду к четвёртому месту в таблице. Участие в любительском чемпионате было упущено, на два очка отстав от «Ульм 1846». В следующем сезоне 1995/96 клуб продолжал показывать хорошие результаты, оставаясь в верхней трети лиги. В течение следующих нескольких месяцев Рангник рассорился с руководством и завершил своё участие в команде в конце первой половины сезона в декабре 1996 года, перейдя в рамках лиги в «Ульм 1846».

### «Ульм 1846»
В 1997 году Ральф стал главным тренером «Ульма», в котором он играл прежде. В сезоне 1996/97 команда, которую тренировал многолетний тренер молодёжного состава Мартин Грёх, значительно отставала от доминирующего в лиге дуэта «Нюрнберг» и «Гройтер Фюрт». После своего прихода новый тренер Рангник играл по своей системе, ориентированной на мяч, с защитной цепью из четырёх человек. После проблем в первом сезоне — клуб закончил сезон с 50 пропущенными мячами, 31 из которых команда получила во второй половине сезона под руководством Рангника — в следующем сезоне команда сразилась с «Кикерс» (Оффенбах) за чемпионство в региональной лиге и связанное с этим прямое повышение во второй дивизион. «Ульм» закончил сезон на первом месте с отрывом в одно очко. Рангник также выиграл свой первый титул с клубом, когда в финале Кубка Лиги Вюртемберг они победили «Кирхайм/Тек».
Претенденты на понижение в начале сезона, «Ульм 1846» сразу же закрепились на вершине лиги во второй Бундеслиге и оставались непобеждёнными дольше всех команд в немецком профессиональном футболе. Успех его инновационной системы игры привёл к дискуссиям о современной футбольной тактике. В результате специалист стал самым востребованным собеседником для интервью в СМИ и самым популярным кандидатом на пост тренера. Благодаря выступлению в программе ZDF das aktuelle sportstudio 19 декабря 1998 года, в котором он подробно объяснял тактику игры на доске, его и сегодня называют «профессором футбола». Карьера Рангника как футбольного тренера также отмечена тем, что он стал одним из самых успешных футбольных тренеров в Германии.
После отсутствия успеха в клубе Бундеслиги «Штутгарта» под руководством предпочтительного тренера Герхарда Майера-Ворфельдера Винфрида Шефера и назначения Вольфганга Рольфа его преемником, руководство клуба согласовало контракт с Рангником во время зимних каникул на начало сезона 1999/2000. Это должно было оставаться в секрете до конца сезона, но в феврале это стало достоянием общественности. Это вызвало возмущение, особенно когда команда начала терять позиции в таблице, и к концу марта 1999 года специалист ушёл в отставку.

### «Штутгарт»
3 мая 1999 года немец возглавил «Штутгарт», проведя пять последних матчей чемпионата, по итогам которых клуб закончил сезон 1998/99 на 11 месте. Он выиграл два из пяти последних матчей клуба. Его первый матч был поражением 2:0 от мюнхенской «Баварии». Рангник стал первым тренером команды в клубе, в котором он выступал в качестве игрока и ранее тренировал на любительском уровне и на уровне до 19 лет. При новом президенте «Штутгарта» Манфреде Хаасе в следующем году клуб приступил к процессу экономической консолидации, который включал уход таких известных ключевых игроков, как Франка Верлата и Фреди Бобича. В процессе работы неоднократно возникали дискуссии и споры между финансовыми и спортивными менеджерами клуба. Тренера часто обвиняли в том, что он слишком усердно пытается навязать клубу свои идеи. В частности, его критиковали за дисквалификацию игрока Красимира Балакова осенью 2000 года. В его первый полноценный сезон в Бундеслиге 1999/00 клуб занял восьмое место.
Следующий сезон был намного сложнее, однако команде удалось выйти в 1/8 финала Кубка УЕФА года после победы в Кубке Интертото и полуфинала Кубка Германии. Тем не менее, в результате неудач в Бундеслиге клуб оказался в зоне вылета. Его последним матчем стало поражение 2:1 от «Сельты» в Кубке УЕФА 22 февраля 2001 года. После этого матча «Штутгарт» уволил Рангника . На момент увольнения немецкий клуб занимал 17-е место. Немец покинул клуб со следующим показателем: 36 побед, 16 ничьих и 34 поражения.

### «Ганновер 96»
Летом 2001 года Рангник возглавил «Ганновер 96», команду второго дивизиона, которая не выходила в Бундеслигу с момента своего успеха в Кубке Германии 1991/92 и за это время сменила 13 тренеров. Его первым матчем стала ничья 1:1 с берлинским «Унионом» 30 июля 2001 года. Специалист изменил систему игры, и команда стала доминировать в сезоне 2001/02 года. Особенно успешной частью команды стало нападение в составе Даниэля Штенделя, Иржи Кауфмана, Яна Шимака и Небойши Крупниковича, которые забили 93 гола за нижнесаксонский клуб в том сезоне. Команда вышла в Бундеслигу с десятиочковым отрывом от занимающей второе место «Арминии».
В высшей немецкой лиге команда, которой руководил Рангник, играла против выбывания и долгое время находилась в зоне вылета. До этого из клуба ушёл важный полузащитник Ян Шимак. Однако клуб предпочёл долгосрочное сотрудничество с тренером и в сентябре 2002 года продлил его контракт до лета 2005 года. После ряда переподписаний во время зимнего перерыва, клуб поднялся в 20-м туре из зоны вылета и закончил сезон 2002/03 на 11-м месте. В последующий период специалист неоднократно конфликтовал с президентом Мартином Киндом, а также со спортивным директором Рикардо Моаром. В конце 2003 года стало известно об досрочном расторжении контракта с Рангником. В результате появились предположения о возможном переходе Ральфа в «Герту». В марте 2004 года тренер был отправлен в отставку после того, как набрал четыре очка в первых шести матчах второго круга. Специалист закончил со следующим показателем: 44 победы, 22 ничьи и 32 поражения.
Летом 2004 года новый тренер сборной Юрген Клинсман искал помощника и обратился, в частности, к Ральфу Рангнику. Последний отказался, и вместо него был нанят Йоахим Лёв.

### «Шальке 04»
28 сентября 2004 года Рангник сменил Юппа Хайнкеса в «Шальке 04» и в первой половине сезона вывел команду на первое место в таблице, сравнявшись по очкам с мюнхенской «Баварией». Его первый матч состоялся в Кубке УЕФА. «Шальке» выиграл 4:0 у лиепайского «Металлурга». Также он прошёл групповой этап, но в плей-офф они уступили донецкому «Шахтёру». В 25-м туре чемпионата «Шальке» обыграл команду из Мюнхена и возглавил турнирную таблицу. «Шальке» проиграл четыре из следующих пяти матчей, и «Бавария» выиграла чемпионат.
Первая половина сезона 2005/06 была неудовлетворительной, хотя «Шальке» добился хороших результатов в чемпионате. В кубке клуб проиграл франкфуртскому «Айнтрахту» 0:6 и также досрочно выбыл из Лиги чемпионов. За несколько недель до зимнего перерыва в СМИ появились сообщения о том, что правление клуба планирует расстаться с специалистом во время зимнего перерыва; Рангник, в свою очередь, объявил об уходе в конце сезона. В ответ на это перед домашним матчем с «Майнцем» 10 декабря из толпы раздались громкие выражения недовольства в адрес правления и команды, а также выражения солидарности в адрес Рангника, который затем спонтанно пробежал круг почёта по стадиону. Рангник в ретроспективе назвал это ошибкой. Он сказал, что может понять, что совет директоров и некоторые игроки восприняли это как провокацию, однако это была «исключительная эмоциональная ситуация». Два дня спустя тренер был отстранён от работы. Он ушёл с показателем в 36 побед, 15 ничьих и 14 поражений.

### «Хоффенхайм»

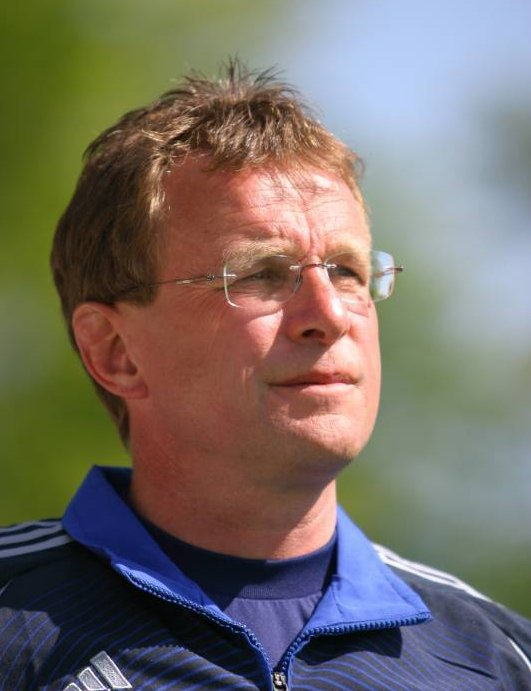
Рангник в «Хоффенхайме» в региональной лиге, 2007 год

22 июня 2006 года было объявлено о назначении Рангника главным тренером «Хоффенхайма» из Региональной лиги, спонсируемой меценатом Дитмаром Хоппом. Его первым матчем стала ничья 2:2 с командой «Мюнхен 1860 II» 5 августа 2006 года. После слабого старта с двумя поражениями в первых четырёх матчах, 5 мая 2007 года после победы над «Шпортфройнде» со счётом 4:0 клуб был выведен во Вторую Бундеслигу. Уже через год клуб пробился в Бундеслигу. Такое быстрое развитие клуба в последующие годы было приписано спортивному менеджменту Рангника, которого СМИ называли архитектором успеха, помимо всего прочего, в дополнение к значительным инвестициям в трансферы игроков.
В свой первый год в Бундеслиге команда под руководством Рангника выиграла неофициальный осенний чемпионат (первое место в таблице по итогам первой половины сезона); во второй половине сезона она выступала не столь успешно, закончив сезон на седьмом месте. После финиша на одиннадцатом месте во втором сезоне Бундеслиги 13 мая 2010 года было объявлено о досрочном продлении контракта Рангника до 2012 года. После того как «Хоффенхайм» закончил первую половину сезона 2010/2011 на восьмом месте, Рангник подал в отставку с поста тренера в день Нового 2011 года. По сообщениям СМИ, основной причиной этого стали разногласия с Дитмаром Хоппом. В предыдущие годы отношения между ними также не были лишены напряжённости. Незадолго до расторжения контракта стало известно о скором переходе игрока «Хоффенхайма» Луиса Густаво в «Баварию». Рангник был категорически против продажи бразильского полузащитника. Рангника сменил его предыдущий помощник Марко Пеццаюоли. Ральф закончил с показателем из 79 побед, 43 ничьих и 44 поражений.

### Возвращение в «Шальке 04»

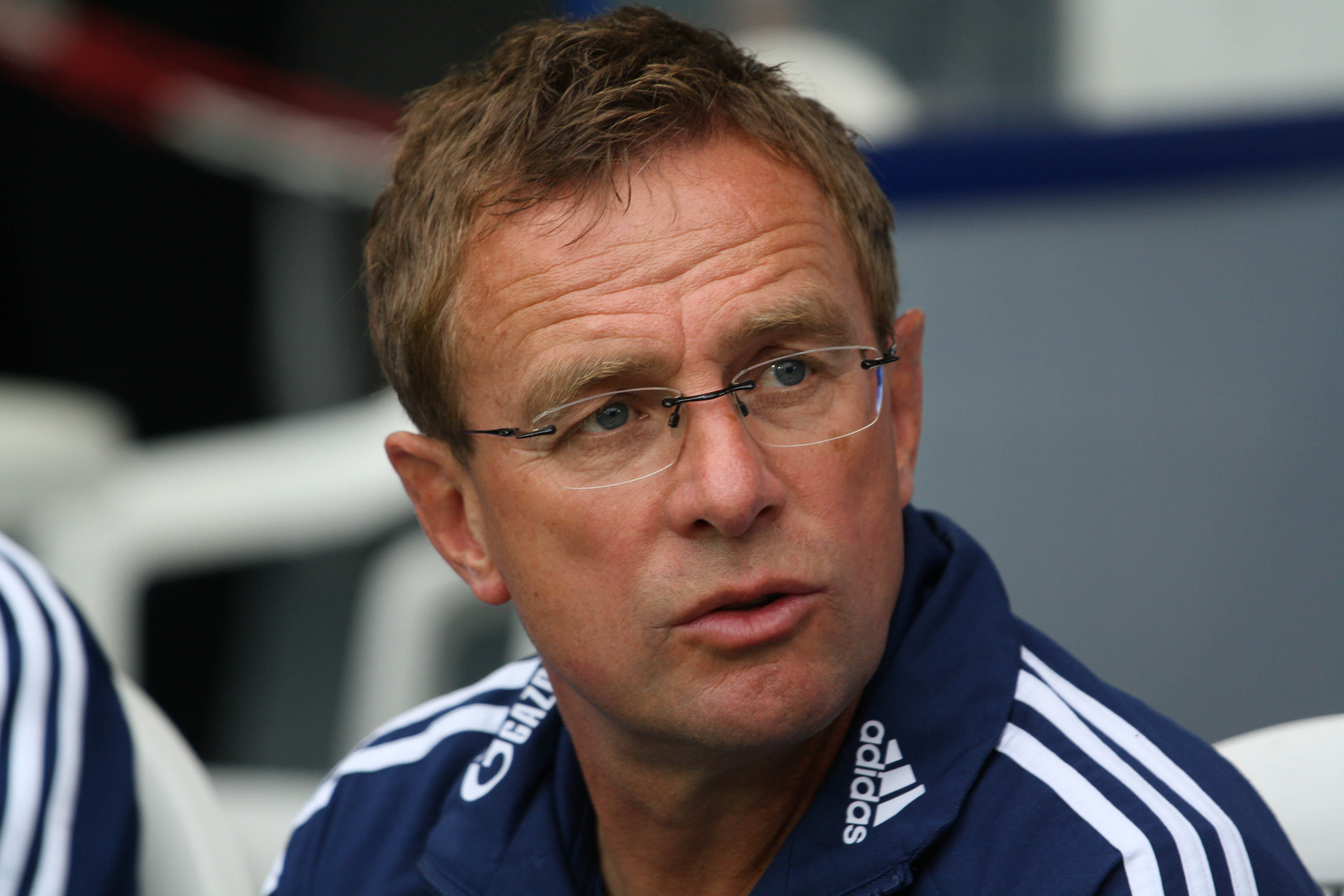
Рангник в «Шальке 04», 2011 год

21 марта 2011 года Рангник был назначен вместо Феликса Магата тренером «Шальке 04». Его первый матч был победой со счётом 2:0 против «Санкт-Паули» 1 апреля 2011 года. Игра была остановлена на 89-й минуте после того, как в ассистента была брошена пивная кружка, что омрачило успешный дебют Рангника на «Миллернторе». На момент отмены матча «Шальке» вёл со счётом 2:0. После того, как команда, имея в составе Рауля, Класа-Яна Хюнтелара, Джефферсона Фарфана и Мануэля Нойера, под руководством Магата вышла в четвертьфинал Лиги чемпионов, «Шальке» обыграл там действующего обладателя титула — миланский «Интер» — теперь уже под руководством Рангника — со счётом 5:2 и 2:1 в первом и втором турах соответственно, а в полуфинале уступили «Манчестер Юнайтед». Выход в полуфинал стал самым большим успехом клуба в этом соревновании. Сезон 2011/12 «Шальке» начал с победы над дортмундской «Боруссией» в серии пенальти в Суперкубке Германии 2011 года. 22 сентября 2011 года Рангник покинул пост главного тренера из-за синдрома выгорания, заявив, что у него нет «необходимой энергии для успеха и развития команды и клуба». Он закончил сезон с показателем из десяти побед, трёх ничьих и десяти поражений.

### «РБ Лейпциг»

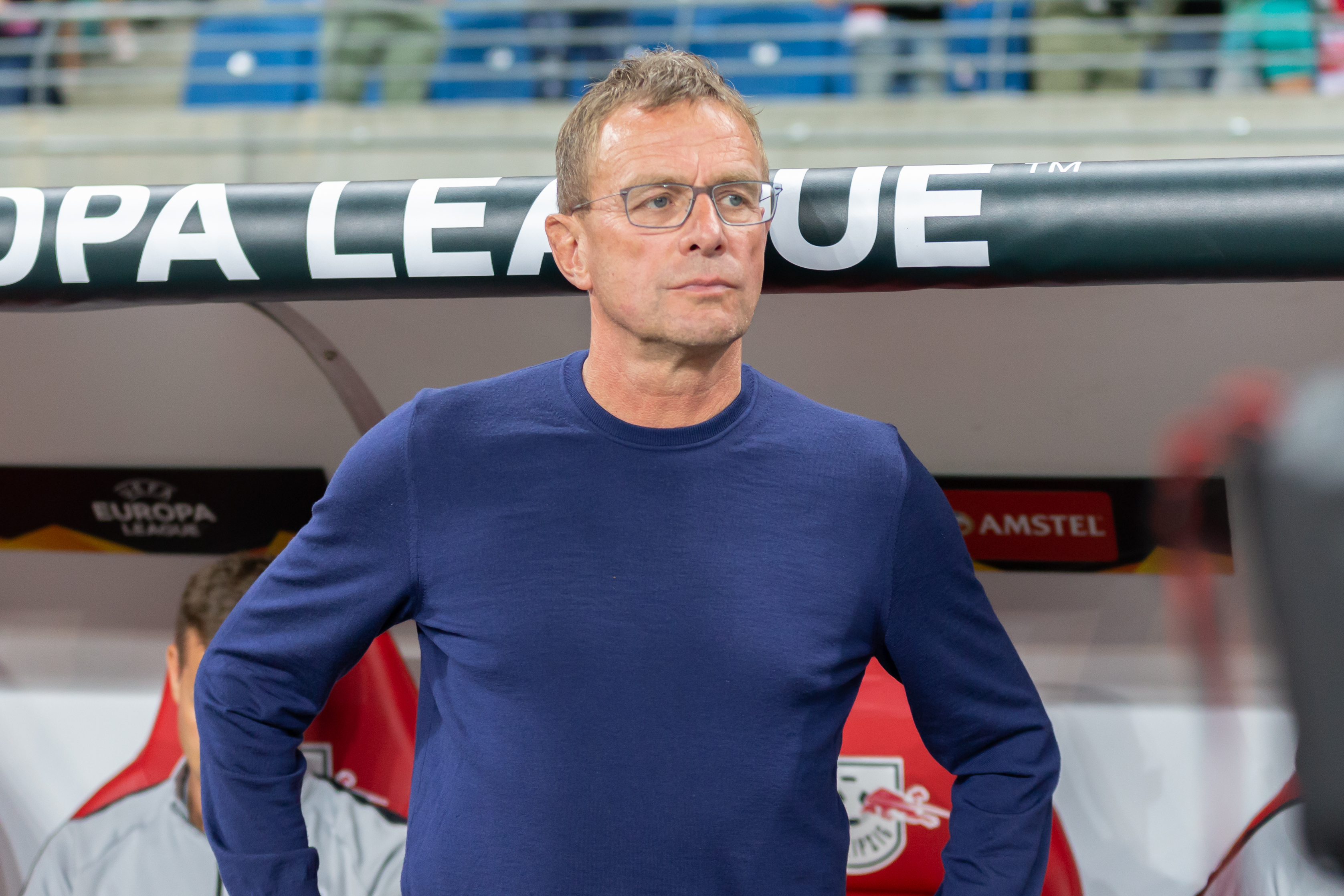
Рангник в «Лейпциге», 2018 год

В феврале 2015 года Ральф объявил, что займёт пост главного тренера в «РБ Лейпциг» на сезон 2015/16. Ахим Байерлорцер занимал эту должность до конца сезона после отставки Александра Цорнигера. Кроме того, Рангник ушёл с поста спортивного директора «Ред Булл Зальцбург». Его первым матчем стала победа со счётом 1:0 над «Франкфуртом» 25 июля, а 8 мая 2016 года Рангник добился повышения в Бундеслигу, выиграв у «Карлсруэ». 16 мая «Лейпциг» объявил, что Ральф Хазенхюттль сменит Рангника. Специалист закончил сезон со следующим показателем: 21 победа, 7 ничьих и 8 поражений.
9 июля 2018 года снова стал главным тренером «РБ Лейпциг», контракт был подписан до 30 июня следующего года. Это произошло через год после того, как Сэм Аллардайс был выбран вместо него в качестве главного тренера сборной Англии. Рангник выиграл свой первый матч после возвращения со счётом 4:0 у шведского клуба «Хеккен» во втором квалификационном раунде Лиги Европы. «РБ Лейпциг» в итоге выиграл по сумме двух матчей 5:1. Затем они расправились с «Университатя Крайова» в третьем квалификационном раунде. Первый домашний матч (и победа) состоялся против «Виктории Кёльн» в Кубке Германии, «Лейпциг» выиграл матч со счётом 3:1. Первый матч «быков» в Бундеслиге состоялся 26 августа 2018 года. «Лейпциг» проиграл дортмундской «Боруссии» со счётом 4:1. «Лейпциг» квалифицировался в групповой этап Лиги Европы, выбив луганскую «Зарю» с общим счётом 3:2 в раунде плей-офф. На групповом этапе они сыграли с «РБ Зальцбург», «Селтиком» и «Русенборгом», заняв 3-е место в групповом этапе.
Несмотря на это, клуб завершил сезон на 3-м месте в Бундеслиге, квалифицировался в Лигу чемпионов на сезон 2019/20 и вышел в финал Кубка Германии, уступив мюнхенской «Баварии». 4 июня 2019 года клуб объявил в официальном аккаунте клуба в Twitter об уходе немца с поста главного тренера. Рангник закончил свой второй срок на посту тренера с показателем в 29 побед, 13 ничьих и 10 поражений.

### «Манчестер Юнайтед»
29 ноября 2021 года было объявлено о назначении Рангника временным главным тренером английского клуба «Манчестер Юнайтед» до окончания сезона 2021/22, к работе он приступил 3 декабря. После завершения сезона Рангник должен был занять пост консультанта клуба до 2024 года. В первом матче под руководством Рангника «красные дьяволы» со счётом 1:0 одержали победу над «Кристал Пэлас». 10 апреля 2022 года Рангник стал худшим тренером клуба за всю историю выступления команды в Премьер-лиге по проценту побед — в первых 17 матчах под руководством немецкого специалиста «красные дьяволы» одержали лишь 8 побед, что составило 47 %. «Манчестер Юнайтед» завершил сезон на 6-м месте в турнирной таблице, что стало худшим результатом за последние четыре года. 29 мая 2022 года было объявлено, что Рангник не будет продолжать работу в клубе в качестве консультанта и покинет пост.

### Сборная Австрии
29 апреля 2022 года Австрийский футбольный союз сообщил о том, что Ральф Рангник стал новым главным тренером сборной Австрии, подписав контракт до 2024 года с возможностью продления ещё на два года. 3 июня 2022 года, в первом матче под руководством Рангника, австрийцы со счётом 3:0 разгромили сборную Хорватии в матче Лиги наций УЕФА. Однако это была единственная победа сборной Австрии в сезоне, а после поражения от той же Хорватии со счётом 1:3 они были переведены в Лигу B. 16 октября 2023 года он квалифицировал команду на Евро-2024.

## Тренерский стиль
Он был одним из первых, кто начал использовать схему с четырьмя защитниками в Германии и внедрять стиль без персональной опеки, но по-прежнему агрессивный. Он был одним из пионеров в использовании схемы 4–4–2 и высокого прессинга, и он до сих пор остаётся одним из лидеров этого развития в немецком футболе, поэтому тактически он, конечно, элитный тренер.
Рангник считается «крёстным отцом» современного немецкого футбола. Ему приписывают разработку гегенпрессинга, при котором команда после потери владения мячом сразу же пытается вернуть владение, а не отступает назад для перегруппировки, а также развитие пространственного охвата игроков за счёт увеличения объёма памяти и скорости обработки информации. Он разработал эту систему после товарищеского матча против киевского «Динамо» в 1984 году, вдохновившись философией прессинга Валерия Лобановского. Его команды были отмечены за их прессинг и высокую атакующую производительность, а также за популяризацию зональной разметки .
Рангник называл своими основными тренерскими влияниями Эрнста Хаппеля, Валерия Лобановского, Арриго Сакки и Зденека Земана, а также приписывает влияние на Томаса Тухеля, Юлиана Нагельсмана, Ральфа Хазенхюттля, Марко Розе, Рогера Шмидта, Ади Хюттера, Оливера Гласнера, Маттиаса Яйссле и Юргена Клоппа.
Рангник иногда ссылается на то, что родительский семинар о «воспитании детей в любви и следствии» повлиял на его отношения с людьми, с которыми он работает. Помимо заботы о людях, иногда быть последовательным полезно. Речь идёт не только о работе, но и о жизни после неё.

## Управленческая карьера

### Деятельность в «Ред Булл»
В конце июня 2012 года Ральф Рангник был представлен в качестве нового спортивного директора «Ред Булл Зальцбург» после 10-месячного перерыва. Кроме того, он также отвечал за развитие в «РБ Лейпциг». В начале сезона он уволил тренера «РБ Лейпциг» Петера Пакульта и заменил его на Александра Цорнигера.
В «Зальцбурге» главным тренером был назначен Рогер Шмидт, должность которого ранее занимал Рикардо Мониз. Вскоре после этого «Зальцбург» не смог обыграть люксембургский клуб «Дюделинген» в квалификации Лиги чемпионов, что было оценено в СМИ как одно из самых позорных событий в австрийском футболе. Затем Рангник перестроил команду, подписав таких молодых игроков, как Кевин Кампль, Садио Мане и Валён Бериша. Под руководством немецкого спортивного директора команда закончила сезон на втором месте.

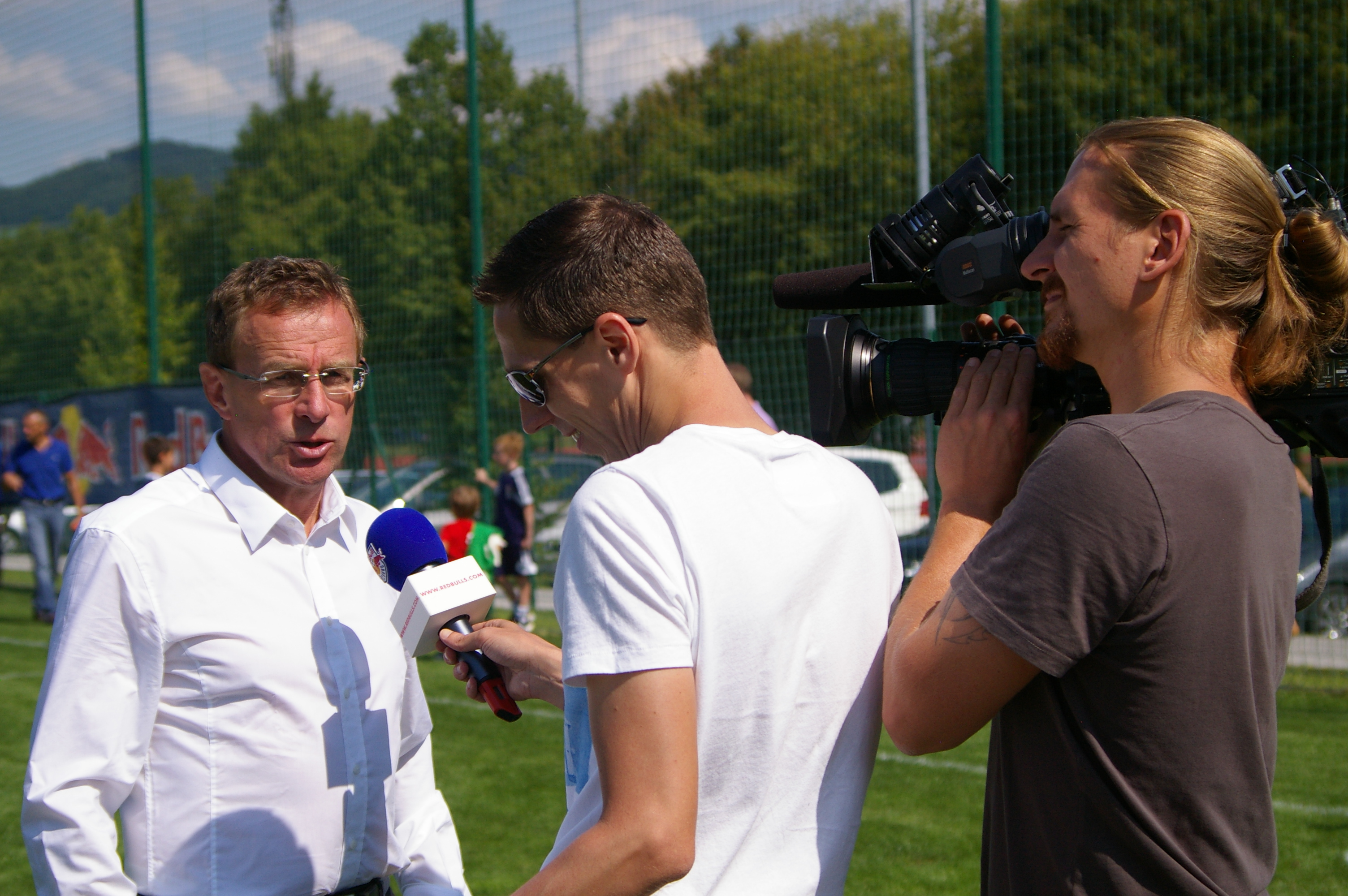
Спортивный директор Рангник на молодёжном турнире «Ред Булл Зальцбург»

Сезон 2013/14 был успешным, клуб стал чемпионом за восемь туров до конца сезона. С 106 голами после 34 туров был превзойдён рекорд Бундеслиги, установленный венским клубом «Рапид». В отборочном турнире Лиги чемпионов команда не смогла обыграть стамбульский «Фенербахче», но в последующем групповом этапе Лиги Европы команда выиграла все шесть матчей и стала победителем группы. В 1/16 финала «Зальцбург» обыграл чемпионов Голландии амстердамский «Аякс» в обоих матчах (3:0, 3:1). В 1/8 финала они проиграли «Базелю» со счётом 1:2 в ответном матче после ничьей 0:0 в первой игре.
В то же время команда «Лейпциг», теперь уже под руководством тренера Цорнигера, сумела дважды подряд подняться в Германии — из четвёртой по рангу Региональной лиги «Северо-Восток» в 2014 году во вторую Бундеслигу. Если лейпцигский клуб, таким образом, неожиданно быстро поднялся в профессиональный футбол и в последующие годы закрепился в Бундеслиге, то «Зальцбург» был менее успешен, например, неоднократно не попадал в Лигу чемпионов. В результате специалист больше внимания уделял «Лейпцигу» среди клубов, назначенных «Ред Буллом». В феврале 2015 года, когда «Лейпциг» проводил свой первый сезон в второй лиге, Рангник объявил, что после окончания сезона он займёт пост тренера команды «РБ Лейпциг» и уйдёт со своего поста в «Зальцбурге». В результате тренер «Лейпцига» Цорнигер досрочно подал в отставку, а тренер команды до 17 лет Ахим Байерлорцер возглавил первую команду до конца сезона.
Как было объявлено, Ральф Рангник работал главным тренером «Лейпцига» в сезоне 2015/16, а Байерлорцер был его сотренером. В «Зальцбурге» его сменили генеральный менеджер Йохен Зауэр и спортивный координатор Кристоф Фройнд. При Рангнике «РБ Лейпциг» вышел в Бундеслигу. На сезон 2016/17 клуб нанял Ральфа Хазенхюттля в качестве главного тренера, и Рангник снова полностью сосредоточился на должности спортивного директора. После того, как клуб расстался с Хазенхюттлем после сезона 2017/18 и нанял Юлиана Нагельсмана в качестве нового тренера с июля 2019 года, Рангник занял пост главного тренера в сезоне 2018/19. При Рангнике «РБ Лейпциг» квалифицировался в Лигу чемпионов с третьего места и вышел в финал Кубка Германии, где уступил мюнхенской «Баварии».
1 июля 2019 года немец покинул «РБ Лейпциг» и стал руководителем отдела спорта и развития футбола в компании «Red Bull GmbH» в Фушль-ам-Зее. На этой должности он в основном курировал клубы «Нью-Йорк Ред Буллз» и «Ред Булл Брагантино», а также был консультантом в «РБ Лейпциг». Под руководством Рангника «Нью-Йорк Ред Буллз» выигрывал Supporters’ Shield в 2013, 2015, 2018 годах, а «Ред Булл Брагантино» получил повышение в Серию А в 2020 году. 31 июля 2020 года контракт, который был действителен до 30 июня 2021 года, был расторгнут.

### «Локомотив» (Москва)
6 июля 2021 года московский «Локомотив» объявил о назначении Рангника руководителем клуба по спорту и развитию, заключив с ним контракт сроком на три года. В немецких СМИ же сообщалось, что он будет лишь исполнять роли советника и консультировать руководство относительно трансферов. С ним также на разные должности пришла целая группа специалистов из Германии.
Из паровоза мы хотим сделать «Сапсан». Современный и сильный «Сапсан».
В первое же трансферное окно клуб потратил около 30 млн евро на новые приобретения, абсолютное большинство из которых стали покупками на перспективу. Средний возраст новичков составил всего 22,8 года, а в их число вошли как перспективные россияне, так и иностранцы. Самыми возрастными стали 25-летние защитник Тин Едвай и форвард Джирано Керк. В аренду взяли хавбека «Челси» Тино Анджорина, также пригласили опорника «Кана» Алексиса Бека Бека. Также были куплены два воспитанника ЦСКА — Константин Марадишвили и Наир Тикнизян. На трансфере обоих настаивал сам Рангник, лично созванивавшийся с родителями, агентами и самими спортсменами.
На момент прихода немецкой группы менеджеров главным тренером «Локо» был Марко Николич. В октябре серба сменил немец Маркус Гисдоль, ассистент Рангника, работавший с ним в «Хоффенхайме». Он не имел особых достижений в карьере, кроме спасения команд от вылета из бундеслиги. Сам Ральф на октябрьской пресс-конференции отрицал своё участие в решении об отставки тренера.

## Тренерская статистика
| Команда           | Начало работы    | Завершение работы | Показатели | Показатели | Показатели | Показатели | Показатели |
| Команда           | Начало работы    | Завершение работы | И          | В          | Н          | П          | % побед    |
| ----------------- | ---------------- | ----------------- | ---------- | ---------- | ---------- | ---------- | ---------- |
| Штутгарт II       | 1 июля 1985      | 30 июня 1987      | 70         | 28         | 16         | 26         | 040,00     |
| Ройтлинген 05     | 1 июля 1995      | 31 декабря 1996   | 51         | 26         | 12         | 13         | 050,98     |
| Ульм 1846         | 1 января 1997    | 16 марта 1999     | 75         | 36         | 18         | 21         | 048,00     |
| Штутгарт          | 3 мая 1999       | 23 февраля 2001   | 86         | 36         | 16         | 34         | 041,86     |
| Ганновер 96       | 1 июля 2001      | 7 марта 2004      | 98         | 44         | 22         | 32         | 044,90     |
| Шальке 04         | 28 сентября 2004 | 12 декабря 2005   | 65         | 36         | 15         | 14         | 055,38     |
| Хоффенхайм        | 1 июля 2006      | 1 января 2011     | 166        | 79         | 43         | 44         | 047,59     |
| Шальке 04         | 21 марта 2011    | 22 сентября 2011  | 23         | 10         | 3          | 10         | 043,48     |
| РБ Лейпциг        | 1 июля 2015      | 30 июня 2016      | 36         | 21         | 7          | 8          | 058,33     |
| РБ Лейпциг        | 9 июля 2018      | 30 июня 2019      | 52         | 29         | 13         | 10         | 055,77     |
| Манчестер Юнайтед | 3 декабря 2021   | 22 мая 2022       | 29         | 11         | 10         | 8          | 037,93     |
| Сборная Австрии   | 1 июня 2022      | н.в.              | 36         | 20         | 7          | 9          | 055,56     |
| Итого             | Итого            | Итого             | 787        | 376        | 182        | 229        | 047,78     |

## Достижения

### Тренерские
«Ульм 1846»
- Чемпион Региональнальной лиги «Юг»: 1997/98

«Штутгарт»
- Чемпион Бундеслиги U-19: 1990/91
- Обладатель Кубка Интертото: 2000

«Ганновер 96»
- Чемпион Второй Бундеслиги: 2001/02

«Шальке 04»
- Обладатель Кубка Германии: 2010/11
- Обладатель Суперкубка Германии: 2011
- Обладатель Кубка немецкой лиги: 2005

### Как спортивный директор
«Ред Булл Зальцбург»
- Чемпион Австрии (2): 2014/15, 2015/16
- Обладатель Кубка Австрии (2): 2014/15, 2015/16